# Nymphula impuralis
Nymphula impuralis là một loài bướm đêm trong họ Crambidae.